# Песчаное (село, Купянский район)
Песчаное (укр. Піщане) — село, Песчанский сельский совет, Купянский район, Харьковская область, Украина.
Код КОАТУУ — 6323784501. Население по переписи 2001 года составляет 528 (245/283 м/ж) человек.
Является административным центром Песчанского сельского совета, в который, кроме того, входит село Берестовое.

## Географическое положение
Село Песчаное находится на берегу реки Песчаная, выше по течению на расстоянии в 2 км расположено село Табаевка, выше по течению на расстоянии в 6 км расположено село Колесниковка.

## История
- 1650 — год основания.

## Экономика
- Овце-товарная ферма.

## Достопримечательности
- Братская могила советских воинов. Похоронено 83 воина.